# Schönebeck (Gumtow)
Schönebeck ist ein Ortsteil der Gemeinde Gumtow im Landkreis Prignitz in Brandenburg.

## Geographie
Der Ort liegt neun Kilometer nördlich von Gumtow und 25 Kilometer östlich von Perleberg. Zum nördlichsten Ortsteil der Gemeinde Gumtow gehört der bewohnte Gemeindeteil Breitenfeld, der sich drei Kilometer nordöstlich vom Dorf befindet.
Nachbarorte sind Boddin im Norden, Langnow und Breitenfeld im Nordosten, Waldhof, Kolrep und Kolrep Ausbau im Südosten, Dannenwalde im Süden, Friedheim und Kehrberg im Südwesten, sowie Klein Woltersdorf und Seefeld im Nordwesten.

## Geschichte
Um 1800 gehörte der Ort zum Pritzwalkischen Kreise in der Provinz Prignitz; ein Teil der Kurmark der Mark Brandenburg. In einer Beschreibung der Mark Brandenburg aus dem Jahr 1804 wurde das 44 Hufe große Dorf und Gut mit insgesamt 103 Einwohnern und 19 Feuerstellen angegeben. Neben acht Ganzbauern waren hier zwei Einlieger tätig. Zu dieser Zeit war das Kloster Stift zum Heiligengrabe der Besitzer des postalisch zu Kyritz gehörenden Ortes.
Schönebeck war bis zum 24. Juli 1952 eine Gemeinde im Landkreis Ostprignitz und kam dann zum Landkreis Pritzwalk. Am 1. März 1970 wurde das benachbarte Breitenfeld nach Schönebeck eingemeindet und Ortsteil. Zum 10. August 1992 wurde Schönebeck eine amtsangehörige Gemeinde vom neu gebildeten Amt Gumtow und am 6. Dezember 1993 kam es zum neuen Landkreis Prignitz. Seit 30. Juni 2002 ist der Ort, durch Zusammenschluss von Schönebeck und 15 weiterer Gemeinden, ein Ortsteil der Gemeinde Gumtow. Zu diesem Datum hatte die zuvor selbständige Gemeinde 190 Einwohner.

### Einwohnerentwicklung
| Jahr      | 1875 | 1890 | 1910 | 1925 | 1933 | 1946 | 1993 | 1994 | 1995 | 1996 | 1997 | 1998 | 1999 | 2000 | 2001 | 2006 |
| --------- | ---- | ---- | ---- | ---- | ---- | ---- | ---- | ---- | ---- | ---- | ---- | ---- | ---- | ---- | ---- | ---- |
| Einwohner | 280  | 252  | 271  | 273  | 266  | 460  | 171  | 159  | 150  | 155  | 199  | 198  | 192  | 190  | 174  | 151  |

## Verkehr
Der Ort liegt direkt an der hier von Pritzwalk im Nordwesten nach Kyritz im Südosten verlaufenden Bundesstraße 103. Diese wird am westlichen Siedlungsrand entlang um den Dorfkern herumgeführt. Darüber hinaus kann über die Kreisstraße 7011 das im Südwesten liegende Kehrberg und die dort verlaufende Landesstraße 146 erreicht werden. Daneben bestehen Verbindungswege nach Breitenfeld, Dannenwalde und Klein Woltersdorf.